# Запис липа код школе (Извор)
Запис липа код школе (Извор) се налази на парцели чији је власник Основна школа "Бранко Крсмановић".

## Локација
| Општина             | Параћин                                                          |
| Катастарска општина | Извор                                                            |
| Потес               | Пљош                                                             |
| Координате          | 43° 51′ 19″ С; 21° 35′ 45″ И / 43.855400000000003° С; 21.5959° И |
| Надморска висина    | 260m                                                             |

## Карактеристике
Дендрометријске вредности утврђене на терену и сателитским снимцима:
| Стабло                     | Липа |
| Висина стабла              | m    |
| Обим дебла                 | m    |
| Пречник крошње             | 12m  |
| Пречник дебла              | m    |
| Висина дебла до прве гране | m    |

## База записа
Запис је у оквиру Викимедија пројекта "Запис - Свето дрво" заведен под редним бројем 0348.